# Маша (фільм)
«Маша» — російський кінофільм 2004 року.

## Зміст
Юна Маша покинула свою рідну Москву і вирушила до Парижа на пошуки свого батька-перекладача. Вона зовсім не пам'ятає його, а він бачив її тільки немовлям. Вона залишається жити у нього, кардинально змінюючи його уявлення про життя. А допоможе в цьому їм обом подруга батька — Наташа.